# Bristol-Myers Squibb
Bristol-Myers Squibb (zwyczajowo BMS) – firma biofarmaceutyczna powstała w 1989 z połączenia Bristol-Myers Company (utworzonej w 1887 przez Williama McLarena Bristola i Johna Ripleya Myersa w Clinton) oraz Squibb Corporation (założonej w 1858 przez Edwarda Robinsona Squibba). Spółka ma siedzibę główną w Nowym Jorku.
Firma produkuje między innymi: Plavix (klopidogrel), Avapro (irbesartan) (we współpracy z Sanofi-Aventis), Tequin (gatifloksacyna), Sustiva (efawirenz), Taxol (paklitaksel), Abilify (arypiprazol), Erbitux (cetuksymab), Baraclude (entekawir), Orencia (abatacept), Ixempra  (iksabepilon), Sprycel  (dasatinib), Yervoy (ipilimumab), Averroes (apiksaban), Opdivo (niwolumab), Atripla, Nulojix (belatacept) .
Od 2002 firma wprowadziła na rynek osiem nowych leków.
W 2003 firma zorganizowała imprezę kolarską Tour of Hope, w której oprócz lekarzy i naukowców brali udział wyleczeni z raka, w tym Lance Armstrong. Impreza miała za zadanie promować ważność oraz konieczność prowadzenia badań klinicznych dla rozwoju nowych terapii raka.
W Polsce przedstawicielstwo obu firm powstało w latach 60. XX wieku. W Polsce znajduje się również centrala badań klinicznych dla regionu obejmującego Polskę, Rosję, Czechy, Węgry, Rumunię, Turcję i Ukrainę (badania tam prowadzone stanowią 18 proc. wszystkich badań realizowanych w firmie).
Firma w 2002 i 2007 zdobyła wyróżnienie Najlepsza Firma – Przyjaciel Ruchu Hospicyjnego. W 2006 została odznaczona Czerwoną Kokardką za wkład w opiekę nad pacjentami z AIDS (wyróżnienie Krajowego Centrum ds. AIDS). W 2010 zdobyła pierwsze miejsce w rankingu Najlepsze Miejsca Pracy Polska 2010 a w 2012 trzecie miejsce i trzydzieste ósme miejsce w rankingu Najlepszych Miejsc Pracy w Europie. 16 lat z rzędu firma znajduje się na liście 100 najbardziej przyjaznych firm w USA dla pracujących matek.
W związku z nową strategią od 2007 roku firma zaczęła przejmować małe firmy biotechnologiczne (m.in. ZymoGenetics, Kosan Biosciences, Medarex, Adnexus Therapeutics) w celu uzyskania dostępu do nowoczesnych leków we wczesnych fazach badań.

## Leki w fazie przedrejestracyjnych badań klinicznych
- BMS-936558
- Urelumab
- Necitumumab